# Картура
Карту̀ра (на италиански и на венециански: Cartura) е малко градче и община в Северна Италия, провинция Падуа, регион Венето. Разположено е на 6 m надморска височина. Населението на общината е 4653 души (към 2010 г.).